# Rodrigo de Tapia y Alarcón
Rodrigo de Tapia y Alarcón (Madrid, España, 22 de septiembre de 1599 - después de 1650) fue un militar y cortesano español.

## Familia
Fue hijo del licenciado Pedro de Tapia y Rivera, de una familia hidalga de Arévalo, miembro del Consejo de Castilla y del Consejo de la Inquisición, que fundó mayorazgo con casas en Madrid, y fue personaje muy influyente en la época del valimiento del duque de Lerma, y de doña Clara de Alarcón y Luna, natural de Loja. Contrajo nupcias con doña María de la Puente Hurtado de Mendoza, señora de la Puente de Balmaseda y Traslaviña, hija de don Juan de Medina Rosales y doña María de la Puente Hurtado de Mendoza.

## Vida cortesana y militar
Recibió el hábito de la Orden de Santiago el 29 de junio de 1608. Fue menino de la reina Margarita de Austria, esposa de Felipe III. En la época de Felipe IV fue caballerizo del rey y en 1629 le correspondió acompañar a Alemania a la infanta doña María de Austria, cuando fue a contraer nupcias con el que sería emperador Fernando III. 
En 1632 asistió a la jura del príncipe de Asturias don Baltasar Carlos de Austria. 
En agosto de 1638, durante la Guerra Franco-Española, formó en Madrid una compañía de infantería con doscientos hidalgos de esa ciudad para ir al socorro de Fuenterrabía, asediada por los franceses, pero al llegar a Valladolid tuvo un enfrentamiento con varios individuos que pretendían llevar consigo a tres mujeres en los coches destinados a los hidalgos de mayor porte de la compañía. En la pendencia le inflingieron ocho heridas y llegó a temerse por su vida. La compañía se disolvió y Tapia fue llevado a su casa en Madrid para su curación, pero en septiembre del mismo año organizó otra compañía, con la que marchó sin más incidencias a la ciudad sitiada.
En 1644 fue nombrado teniente de la Guardia Real española. En 1649-1650 acompañó a España a la reina Mariana de Austria, segunda esposa de Felipe IV.

## Mecenas literario
Tapia fue muy apreciado por prominentes literatos del Siglo de Oro. En 1614 Miguel de Cervantes Saavedra le dedicó su obra El Viaje del Parnaso. En la dedicatoria de su comedia El ingrato arrepentido, Lope de Vega alabó su destreza en la jineta y en rejonear un toro. En cambio, el conde de Villamediana se burló de él en unas décimas que decían: "Rodrigo, no el de Vivar / más Rodrigo el vividor, / muy dormido pagador / y no dormido en cobrar."